# Armáda lupičů
Armáda lupičů (v originále Army of Thieves) je komediální film z roku 2021, režírovaný Matthiasem Schweighöferem podle scénáře Shaye Hattena. Zakládá se na příběhu, který napsal se Zackem Snyderem. Film je zároveň druhým dílem série Armáda mrtvých. Ve filmu hraje Matthias Schweighöfer, který si zopakoval svou roli Ludwiga Dietera, dále Nathalie Emmanuel, Ruby O. Fee, Stuart Martin, Guz Khan a Jonathan Cohen. Film se natáčel v Německu a České republice.

## Obsazení
| Matthias Schweighöfer | Ludwig Dieter / Sebastian Schlencht-Wöhnert |
| Leonard Treyde        | 12letý Dieter                               |
| Nathalie Emmanuel     | Gwendoline Starr                            |
| Jasmina Peña Milian   | 6letá Gwendoline                            |
| Nandi Sawyers-Hudson  | 16letá Gwendoline                           |
| Ruby O. Fee           | Korina Dominguez                            |
| Violina Maria Rostami | 10-12letá Korina                            |
| Stuart Martin         | Brad Cage / Alexis Broschini                |
| David Dvorscík        | 11letý Brad Cage                            |
| Guz Khan              | Rolph                                       |
| Jonathan Cohen        | Delacroix                                   |
| Noémie Nakai          | Beatrix                                     |
| Christian Steyer      | Hans Wagner                                 |
| Barbara Meierová      | Lucy                                        |
| Peter Hosking         | policista Joe                               |
| Fanette Ronjat        | Floor Manager                               |
| Samira Mekibes Meza   | Valiant                                     |